# Oriens alfurus
Oriens alfurus är en fjärilsart som beskrevs av Carl Plötz 1885. Oriens alfurus ingår i släktet Oriens och familjen tjockhuvuden. Inga underarter finns listade i Catalogue of Life.